# Jari Puikkonen
Jari Markus Puikkonen, född 25 juni 1959 i Lahtis, är en finsk tidigare backhoppare. Han tävlade för hemstadens skidförening, Lahden Hiihtoseura.

## Karriär
Tysk-österrikiska backhopparveckan
Jari Puikkonen gjorde sin internationella debut i Tysk-österrikiska backhopparveckan i Oberstdorf 30 december 1977. Några dagar senare tog han sin första placering bland de tio bästa i en internationell tävling, i Bergiselbacken i Innsbruck, där han blev sjua. Puikkonen var på prispallen i en deltävling i backhopparveckan första gången 1 januari 1980 där han blev nummer två i Olympiabacken i Garmisch-Partenkirchen, 1,8 poäng efter Hubert Neuper från Österrike. 1 januari 1981 vann han nyårstävlingen i Innsbruck. Puikkonen har tävlat 13 hela säsonger i backhopparveckan och varit på prispallen i deltävlingar 5 gånger. Säsongerna 1980/1981 och 1985/1986 blev han nummer 3 totalt i backhopparveckan.
Världscupen
Säsongen 1979/1908 arrangerades världscupen i backhoppning första gången. (Backhopparveckan ingår i den totala världscupen.) Sin första världscupseger tog han i backhopparveckan i Bergiselbacken 1981. Senare samma år tog han ytterligare tre segrar i världscupen, två i Lahtis och en i Planica och blev totalt femma i världscupen 1980/1981. Han tävlade 11 säsonger i världscupen och placerade sig bland de tio bästa 5 gånger. Hans sista av totalt 5 segrar i världscupen kom 4 januari 1986 under backhopparveckan i Innsbruck.
Olympiska vinterspelen
Sina största framgångar fick Jari Puikkonen i OS och VM. Puikkonen OS-debuterade under vinterspelen 1980 i Lake Placid, New York. I normalbacken i Intervale Ski Jump Complex blev Jari Puikkonen nummer 16, 38,8 poäng efter vinnaren Toni Innauer från Österrike. I stora backen hade han två goda hopp och vann bronsmedaljen efter landsmannen Jouko Törmänen och österrikaren Hubert Neuper.
Under olympiska vinterspelen 1984 i Sarajevo i dåvarande Jugoslavien vann Puikkonen en ny bronsmedalj, i normalbacken i backanläggningen Malo Polje i Igman. Tävlingen var jämn och Puikkonen var endast 4,4 poäng efter guldvinnaren Jens Weissflog från DDR och 1,2 poäng efter landsmannen Matti Nykänen som fick sitt internationella genombrott under vinterspelen 1984. Nykänen vann tävlingen i stora backen överlägset, 17,5 poäng före silvermedaljöre Weissflog och 34,6 poäng före Puikkonen som blev nummer 5.
Vid Olympiska vinterspelen 1988 i Calgary vann Matti Nykänen 3 guldmedaljer. I lagtävlingen (som arrangerades första gången under OS i Calgary) var Jari Puikkonen med i det finländska guldlaget. Under de individuella tävlingarna i Canada Olympic Park blev Puikkonen nummer 7 i normalbacken och nummer 11 i stora backen.
Skid-VM
Jari Puikkonen har startat i 5 Skid-VM. Hans första VM var världsmästerskapen i Holmenkollen i Oslo 1982. I den spennande tävlingen i normalbacken (Midtstubakken) blev Puikkonen silvemedaljör, endast 0,7 poäng efter guldvinnaren Armin Kogler från Österrike och 0,8 poäng före hemmafavoriten Ole Bremseth. I stora backen (Holmenkollbakken) misslyckades Puikkonen i den individuella tävlingen där han blev nummer 31, men vann en bronsmedalj i lagtävlingen efter Norge och Österrike.
Skid-VM 1984 bestod av lagtävlingar med backhoppning i Engelberg, Schweiz och nordisk kombination i  Rovaniemi, Finland,  eftersom grenarna inte fanns med vid olympiska vinterspelen 1984 i Sarajevo i det dåvarande Jugoslavien. Puikkonen tävlade för Finland som vann guldet före Östtyskland och Tjeckoslovakien. Skid-VM 1985 ägde rum i Seefeld in Tirol i Österrike. I normalbacken blev Puikkonen nummer 7, men i stora backen tog han en silvermedalj i den individuella tävlingen, endast 1,2 poäng efter Per Bergerud från Norge och 1,3 poäng före Matti Nykänen. I lagtävlingen vann Puikkonen en ny guldmedalj med Finland, före Österrike och DDR.
På hemmaplan i Finland under Skid-VM 1989 i Lahtis vann Puikkonen öppningstävlineg i stora backen, 6,0 poäng före Weissflog och 13,5 poäng före Matti Nykänen. I lagtävlingen vann Puikkonen igen guld med Finland, med god marginal till Norge och Tjeckoslovakien. Han lyckades inte i normalbacken och slutade på 13:e plats.
I sitt sista Skid-VM, i Val di Fiemme 1991 startade Puikkonen endast i stora backen och blev nummer 34.
Andra tävlingar
Jari Puikkonen startade i Världsmästerskapen i skidflygning én gång, i Heini Klopfer-backen i Oberstdorf 1981. Han vann tävlingen, och blev världsmästare, före Armin Kogler från Österrike och norrmannen Tom Levorstad.
Puikkonen var finsk mästare tre gånger. Efter säsongen 1990/1991 avslutade Puikkonen sin backhoppningskarriär.